# Ken Hughes
Kenneth Graham "Ken" Hughes (Liverpool, Regne Unit, 19 de gener de 1922 − Los Angeles, Estats Units, 28 d'abril de 2001) va ser un realitzador i guionista de pel·lícules per a la televisió, novel·lista, guionista i productor britànic.

## Biografia
Hughes ha estat successivament autor dramàtic per a la televisió, guionista i realitzador. Va ser a més a més novel·lista. Especialista en cinema policiac als seus començaments a Londres – se li deu una molt original transposició de Macbeth en l'univers mafiós americà Joe Macbeth  el 1955, passa a pressupostos més elevats gràcies a l'èxit de El Procés d'Oscar Wilde (1960) interpretat per Peter Finch.
El 1964, despulla artísticament Kim Novak a Servitud humana, una adaptació de  Servitud humana  de William Somerset Maugham, abans d'atacar el personatge de James Bond que ennobleix en una versió grandiloqüent: Casino Royale (1967). Fet extremadament rar: Albert R. Broccoli, el productor de la majoria de les altres pel·lícules de James Bond, no li tindrà en compte d'haver participat en aquest James Bond independent i acceptarà treballar amb ell a partir d'aleshores.
Hughes cau alhora en pel·lícules ambicioses: el seu Cromwell  (1970), descriu el personatge a la manera d'un Fidel Castro del Segle XVII, com en un cinema pel gran públic: Chitty Chitty Bang Bang per a Albert R. Broccoli el 1968.
Després Alfie Darling (1975), continuació tardana d'Alfie (1966) de Lewis Gilbert, produeix una pel·lícula musical amb un casting carregat: Mae West i Ringo Starr, entre d'altres, hi participaran. Després de Sextette (1978), Hughes es prepara per deixar el cinema. Ho farà el 1981 després d'haver realitzat una última pel·lícula: Night School, de suspens, que revela per primera vegada a la pantalla la bonica Rachel Ward, compatriota d'Hughes.
Ha treballat a la indústria de la pel·lícula durant més de 50 anys.
Va estar casat amb Charlotte Epstein.

## Filmografia

### Director
- Wide Boy (1952)
- The Drayton Case (1953)
- Black 13 (1953)
- The Dark Stairway (1953)
- The House Across the Lake (1954)
- The Brain Machine (1955)
- Little Red Monkey (1955) (i coguionista)
- Confession (1955)
- Timeslip (1955)
- Joe MacBeth (1955)
- Murder Anonymous (1955)
- Wicked As They Come (1956)
- The Long Haul (1957)
- Jazz Boat (1960)
- The Trials of Oscar Wilde (1960)
- In the Nick (1960)
- The Small World of Sammy Lee (1963)
- Servitud humana (Of Human Bondage) (1964)
- Drop Dead Darling (1966)
- Casino Royale (1967)
- Chitty Chitty Bang Bang (1968) (i coguionista)
- Cromwell (1970) (i coguionista)
- The Internecine Project (1974)
- Alfie Darling (1975) (i guió)
- Sextette (1978)
- Night School (1981)

### Guionista
- Sammy (1972)
- Oil Strike North: Deadline (1975)

## Premis i nominacions

### Premis
- 1959: Primetime Emmy al millor guió en sèrie dramàtica per Alcoa Theatre

### Nominacions
- 1961: BAFTA a la millor pel·lícula per The Trials of Oscar Wilde
- 1961: BAFTA a la millor pel·lícula britànica per The Trials of Oscar Wilde
- 1961: BAFTA al millor guió britànic per The Trials of Oscar Wilde
- 1964: Os d'Or per Servitud humana